# 波乗り!アニメジャーナル
『波乗り!アニメジャーナル』（なみのりアニメジャーナル）は、ラジオ大阪（OBC）制作で1996年10月～1998年4月に放送されたラジオ番組。通称「波乗り」。番組の形態は、MEGUに連載していて、小林が絡んでいた「すくらんぶるcafe」のラジオ版。当初1997年10月の改編の時にこの番組は終了すると公言されていたが、その回のエンディングになって、続投が発表される。本稿では後継番組である『アニメエクスタシー 〜波乗り!妄想系〜』（アニメエクスタシーなみのりゆめもうそう）についても記載する。

## 放送時間
- ラジオ大阪：日曜日 5:30～6:00（1997年の4月から9月にかけては夜の時間帯で放送していた。）　※キー局
- ラジオ日本

ビデオリサーチ社の聴取率週には早朝からの生放送も行われた。

## パーソナリティ
- 桑島法子
- 會川昇
- 小林治

## アニメエクスタシー 〜波乗り!妄想系〜
桑島に変わり当時の會川の新作南海奇皇のヒロインである仙台エリをパーソナリティに迎えてリニューアル。1998年4月～1998年12月に放送。